# Carsten Nicolaisen
Carsten Nicolaisen (* 4. April 1934 in Hamburg; † 12. April 2017) war ein deutscher evangelischer Theologe und Kirchenhistoriker, der sich insbesondere mit der Zeit des Nationalsozialismus beschäftigt hat.

## Leben
Nicolaisen studierte Evangelische Theologie, Germanistik, Philosophie und Pädagogik in Göttingen und Hamburg. Während seines Studiums trat er dem Göttinger Wingolf bei. 1966 wurde er in Hamburg
bei Georg Kretschmar promoviert. 1967 folgte er seinem Doktorvater an die Evangelisch-Theologische Fakultät der Ludwig-Maximilians-Universität München, wo er zunächst als wissenschaftlicher Mitarbeiter, danach als Akademischer Rat und seit 1993 als Akademischer Direktor tätig war. Es folgte die Ernennung zum Honorarprofessor. 1999 wurde er pensioniert.
Von 1967 bis 1999 war Nicolaisen außerdem Geschäftsführer und Leiter der Forschungsstelle der von der EKD gegründeten „Kommission für die Geschichte des Kirchenkampfes in der nationalsozialistischen Zeit“, die seit 1971 unter dem Namen Evangelische Arbeitsgemeinschaft für Kirchliche Zeitgeschichte tätig ist. In den Jahren 2000 bis 2003 war er Vorsitzender dieser Arbeitsgemeinschaft.

## Werke (Auswahl)
- Bearbeiter (mit Heinz Boberach u. Ruth Pabst): Handbuch der deutschen evangelischen Kirchen 1918 bis 1949. Organe – Ämter – Verbände – Personen. Bd. 1: Überregionale Einrichtungen, Göttingen: Vandenhoeck & Ruprecht, 2010, ISBN 978-3-525-55784-6.
- Bearbeiter (mit Gertraud Grünzinger): Dokumente zur Kirchenpolitik des Dritten Reiches. Bd. I–V, Gütersloh 1971–2008.
- Der Weg nach Barmen. Die Entstehungsgeschichte der Theologischen Erklärung von 1934. Neukirchen-Vluyn 1985, ISBN 978-3-7887-0743-9.
- Die Auseinandersetzungen um das Alte Testament im Kirchenkampf 1933–1945. Diss., Hamburg 1966.